# Dąbrowa Górnicza Huta Katowice
Dąbrowa Górnicza Huta Katowice – zlikwidowany przystanek kolejowy w Dąbrowie Górniczej, w województwie śląskim, w Polsce.
Na linii Dąbrowa Górnicza – Dąbrowa Górnicza Strzemieszyce ruch na odcinku do Strzemieszyc ustał w 1993. Ostatni pociąg zatrzymał się na przystanku 27 lutego 2009 roku. Przystanek zlikwidowano w 2013 roku podczas modernizacji linii 133.